# Idioma solos
Solos es una lengua austronesia de la Isla de Buka, Papúa Nueva Guinea.